# Balthasar Stisser
Balthasar Stisser (* 1526 in Quedlinburg; † 18. März 1583 vermutlich in Eisleben) war ein Jurist und gräflicher Kanzler.

## Leben
Über das Leben und Wirken Stissers ist nicht viel bekannt. Er war der Sohn des Johannes Stisser († 18. März 1537 in Quedlinburg), Rotgerber und Bürgermeister in Quedlinburg und Freund Martin Luthers, und seiner Ehefrau (ab 1508) Apollonia Kramer, urkundlich 1508 bis 1528, Tochter des Ratsherrn und Kaufmanns Hans Kramer (1445–1494). Er hatte mindestens vier ältere Geschwister.
Am 15. Juni 1547 immatrikulierte er sich an der Universität Wittenberg, studierte aber auch in Jena. Er wurde zum Doktor beider Rechte promoviert.
Um 1560 war er Kanzler des Grafen Volkmar Wolfgang von Honstein und auch Mansfeldischer Geheimrat und Kanzler in Eisleben. Angeblich soll er auch Amtmann zu Barneburg und Pfandinhaber der Rittergüter Riedeburg und Zobberitz gewesen sein.
Er starb vermutlich in Eisleben, wohin er wegen einer Erbsache gereist sein soll.

## Familie
Stisser war dreimal verheiratet. Am 8. Juni 1561 heiratete er zunächst Anna Goldstein (* 1532 in Wittenberg; † 10. Oktober 1566 in Eisleben), Tochter des kursächsischen Juristen Kilian Goldstein. Zur Hochzeit soll Philipp Melanchthon brieflich Segenswünsche bestellt haben, ein Autor Matthaeus Absdorf verfasste eine Abhandlung zu Ehren der Vermählung des gelehrten Mannes Balthasar Stisser aus Quedlinburg und der ehrsamsten Dame Anna, wohlbekannte Tochter des Doktor Chilian Goltstein aus Halle. Aus dieser Ehe sind vier Kinder bekannt, darunter Kilian Stisser (1562–1602), Kanzler in Halle. Anlässlich des Todes der Ehefrau wurde ein lateinisches Trauergedicht veröffentlicht.
In zweiter Ehe verheiratete sich Stisser am 9. Juli 1570 in Quedlinburg mit Margarete Lotze (oder Lutze; † 19. November 1577 in Eisleben), Tochter des Quedlinburger Kaufmanns und Ratsherrn Hans Lutze (Lotze). Aus dieser Ehe gingen vier Töchter und der Sohn Balthasar Stisser (* 18. April 1577; † nach 1637), Amtmann und Erbherr auf Sassdorf, hervor, dessen Sohn Joachim Stisser (1621–1679) fürstlich braunschweigischer Geheimer Rat und Oberamtmann in Wustrow (Wendland) wurde.
In dritter Ehe schließlich vermählte sich Balthasar Stisser um 1578 mit Dorothea Bauer, Tochter des Freisassen auf dem Schiffbeck in Quedlinburg Bartolomäus Bauer. Aus dieser Ehe gingen mindestens drei Söhne hervor, unter anderen Balthasar Stisser (1581-vor 1636), Amtmann in Derenburg.